# レオナルド・エーデルマン
レオナルド・マックス・エーデルマン（Leonard Max Adleman, 1945年12月31日  - ）は、アメリカの暗号の研究者で理論計算機科学者。レナード・エイドルマンとも
南カリフォルニア大学で計算機科学と分子生物学の教授を務めている。1978年にロナルド・リベスト、アディ・シャミアとともにRSA暗号を発明したことで知られる。RSA暗号は電子署名などコンピュータセキュリティアプリケーションに広く使われている。この業績により2002年にチューリング賞を受賞。また、DNAコンピュータの考案者でもある。

## 経歴
カリフォルニア州生まれでサンフランシスコ育ち。カリフォルニア大学バークレー校で学び、1968年に数学の学士号、1976年に情報工学の博士号を取得。
1982年にC. PomeranceやR. S. RumelyとともにAPR素数判定法を発見した。1994年、Molecular Computation of Solutions To Combinatorial Problems（組合せ問題の分子計算による解法）と題した論文で、計算機として実験的にDNAを使用することを論じた。この中で、彼は7ノードのハミルトン閉路問題や巡回セールスマン問題に似たNP完全問題を解いた。ノード7、パス14という問題規模は非常に小さかったが、この論文はDNAによるアルゴリズムの計算の成功例として知られている。使われたDNAは40bpのDNA鎖であり、プログラム内蔵型でもなかった。いずれにしても、これによってDNAコンピュータが大規模な組合せ最適化問題に適用できる可能性が示された。
RSA暗号の発明への貢献により、エーデルマンはロナルド・リベスト、アディ・シャミアと共に2002年のチューリング賞を受賞した。
教え子のフレッド・コーエンが1984年に書いた論文 Experiments with Computer Viruses（コンピュータウイルスの実験）によれば、コンピュータウイルスという用語はエーデルマンが考案したという。
エーデルマンはハッカーを描いた映画『スニーカーズ』で数学に関するコンサルタントとして関与した。